# Trollius komarovii
Trollius komarovii là một loài thực vật có hoa trong họ Mao lương. Loài này được Pachom. miêu tả khoa học đầu tiên.